# علی کوهساری
علی کوهساری (زادهٔ ۱۳۴۸ در آزادشهر-درگذشتهٔ ۲۷ اردیبهشت ۱۳۸۰) نمایندهٔ حوزهٔ انتخابیهٔ آزادشهر، رامیان و فندرسک در دورهٔ ششم مجلس شورای اسلامی بوده‌است.
وی در حادثهٔ هواپیمای یاک ۴۰ در تاریخ ۲۷ اردیبهشت ۱۳۸۰ کشته‌شد.